# Gymnosporia nguruensis
Gymnosporia nguruensis là một loài thực vật có hoa trong họ Dây gối. Loài này được (N.Robson & Sebsebe) Jordaan mô tả khoa học đầu tiên năm 2006.